# Clare Market

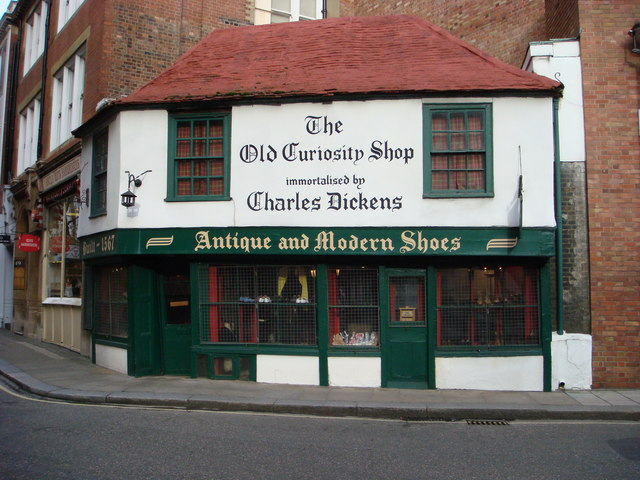
L'Old Curiosity Shop a Clare Market sostiene di essere l'ispirazione per la descrizione di Charles Dickens dell'omonimo negozio di antiquariato

Clare Market è un'area storica nel centro di Londra situata all'interno della parrocchia di St Clement Danes a ovest di Lincoln's Inn Fields, tra lo Strand e Drury Lane, con Vere Street adiacente al suo lato occidentale. Prende il nome dal mercato alimentare che era stato istituito a Clement's Inn Fields da John Holles, II conte di Clare. Gran parte della zona e dei suoi punti di riferimento sono stati immortalati da Charles Dickens in The Old Curiosity Shop, The Pickwick Papers, Barnaby Rudge e Sketches by Boz.
Il quartiere storico comprende gran parte della London School of Economics (LSE) e diversi edifici accademici sul sito portano il nome della zona. Il nome dell'area è anche commemorato nel nome della più antica rivista studentesca del Regno Unito, la Clare Market Review, pubblicata dalla LSE. L'ex direttore della London School of Economics, Ralf Dahrendorf, poi Lord Dahrendorf, ha scelto il titolo ufficiale di "Baron Dahrendorf, of Clare Market in the City of Westminster" quando è stato nominato pari a vita nel 1993.

## Storia
Clare Market era originariamente incentrato su un piccolo edificio del mercato costruito da Lord Clare intorno al 1657, ma l'area commerciale si sviluppava attraverso un labirinto di stradine interconnesse fiancheggiate da macellerie e fruttivendoli. I macellai macellavano pecore e bovini per la vendita. Un'area era riservata agli ebrei per macellare la carne kosher.
L'area non fu colpita dal Grande incendio di Londra e i decrepiti edifici elisabettiani sopravvissero fino a quando l'area, ormai uno slum, fu riqualificata dal London County Council intorno al 1905 per creare l' Aldwych e Kingsway. Il mercato vendeva principalmente carne, anche se venivano venduti anche pesce e verdure. Uno dei primi teatri era nel campo da tennis di Gibbon, nell'area del mercato di Clare. Un club di artisti, tra cui William Hogarth, si riuniva alla Bull's Head Tavern nel mercato.

## London School of Economics

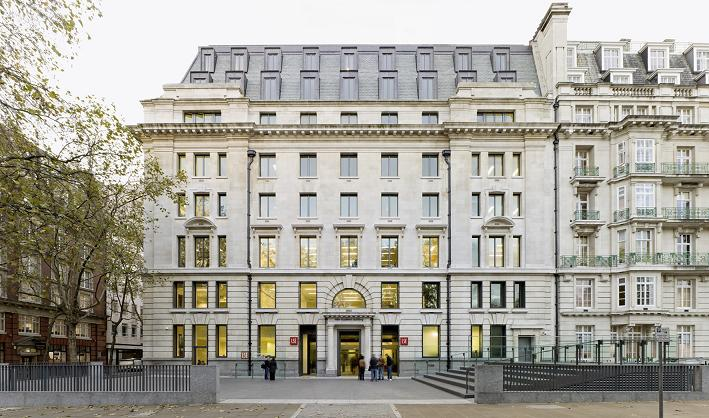
London School of Economics (nuovo edificio accademico)

Parti della London School of Economics ora occupano il sito e il nome dell'area è commemorato in una rivista accademica pubblicata dall'università, intitolata Clare Market Review, che si è evoluta in una rivista accademica per le scienze sociali.
Un ex direttore della LSE, Ralf Dahrendorf, ha scelto il titolo ufficiale di "Baron Dahrendorf di Clare Market" quando è stato nominato pari a vita nel 1993. Questa tradizione di onorare Clare Market è rimasta ed è diventata popolare nel tempo tra gli ex studenti della LSE. Uno degli edifici principali al centro del Campus LSE si chiamava Clare Market Building, a testimonianza dei legami della scuola con il quartiere storico. Tuttavia l'edificio è stato demolito nel 2015, sostituito dal Center Building aperto a giugno 2019. Anche la Royal Courts of Justice e il King's College London si trovano vicino alla London School of Economics.